# Bandundu

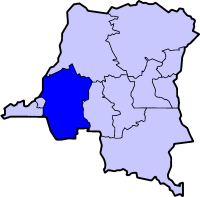
Provinsen Bandundu.

Bandundu är en region i Kongo-Kinshasa, som mellan 1966 och 2006 också utgjorde en egen provins. Dess huvudstad var Bandundu (tidigare Banningville). De största språken i regionen är kikongo och lingala.[källa behövs]
Provinsen skulle enligt 2006 års konstitution delas i Kwilu, Kwango och Mai-Ndombe, vilket genomfördes 2015.